# Volt Europa

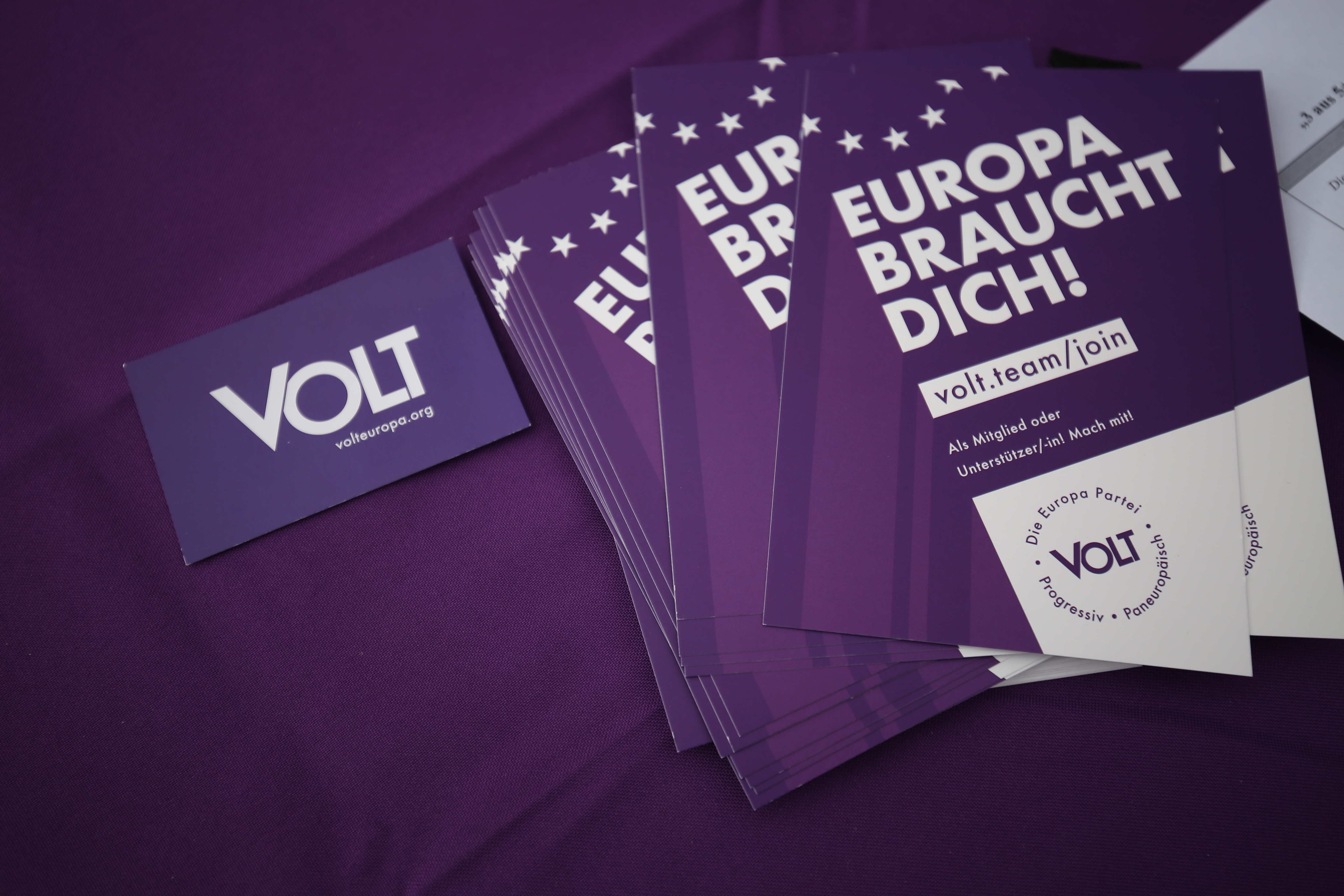
Letáky Volt v Německu

Volt Europa (zkratka Volt) je celoevropské politické hnutí, které se skládá z lokálních politických stran. Ve volbách do Evropského parlamentu v květnu 2019 byl v Německu zvolen první europoslanec za Volt Damian Boeselager. Hnutí Volt si zakládá na celoevropském přístupu k politice v mnoha oblastech, jako je boj se změnou klimatu, oběhová ekonomika, migrace, terorismus, vzdělání a dopad technologické revoluce, zejména v oblasti umělé inteligence, na trh práce.
V České republice má Volt svou pobočku Volt Česko a lokální organizace v Praze, Brně a Karlových Varech.

## Historie Voltu

### 2017
Volt Europa založili 29. března 2017 Andrea Venzon, Colombe Cahen-Salvador a Damian Boeselager. Založení strany bylo reakcí na nárůst populismu a nacionalismu v Evropě a na Brexit.

### 2018
V březnu 2018 byla založena první lokální pobočka Voltu v Hamburku, nyní má Volt pobočku v každé členské zemi Evropské unie. Nejvíce členů má Volt v Itálii, domovské zemi evropského předsedy Voltu Andrey Venzona.
Volt Europa je zapsán jako neziskové sdružení v Lucembursku. Předtím se organizace jmenovala Vox Europe. Dnes má hnutí více než 25 000 členů ve více než 30 evropských zemích.
Od 27. října do 28. října 2018 hostil Volt Europa své zasedání Valného shromáždění v Amsterdamu a představil také program Amsterdamské deklarace pro Evropský parlament.

### 2022
Od 29. června 2022 je Volt registrován jako politická strana podle zákonů České republiky. Od 11. dubna 2021 do 28. června Volt fungoval jako sdružení.

## Program
Z ekonomického hlediska podporuje Volt Europa digitalizaci, investice do zelené a modré ekonomiky, boj proti chudobě a nerovnosti (také s využitím institutu evropské minimální mzdy), jednotnější daňový systém. Dále prosazuje užší partnerství veřejného a soukromého sektoru s cílem oživit a podpořit hospodářský růst. Prosazuje také snížení nezaměstnanosti, podporuje také investice do politik v oblasti sociálního zabezpečení, zejména v oblasti vzdělávání a zdravotnictví.
Volt se staví na rozbíjení stereotypů a podporuje práva LGBTQ komunity. Institucionálně podporuje rozsáhlou reformu Evropské unie: společnou migrační politiku, evropskou armádu a eurobondy.
V mediálním prostoru je organizace popsána jako organizace, jejímž cílem je podpora demokracie na úrovni EU a budování evropského vlastenectví. Zdůrazňuje význam jednotného evropského hlasu, který má být slyšet ve světě. Podporuje také myšlenku federalizované Evropy se silným Evropským parlamentem, v němž se občané stávají středem evropské demokracie.
Volt se liší od ostatních proevropských hnutí, jako je Pulse of Europe nebo evropští federalisté, protože se snaží účastnit evropských, místních a národních voleb prostřednictvím svých místních organizací v členských státech EU. Jeho prvním hlavním cílem byly volby do Evropského parlamentu v květnu 2019. V tomto smyslu je Volt Europa nadnárodní stranou, která může být vnímána jako silná podpora myšlence demokratického vývoje v rámci EU. Volt Europa má sloužit jako zastřešující organizace pro národní a lokální organizace.
Volt Europa je srovnáván s hnutím La République En Marche!, které založil Emmanuel Macron, a mohl být také srovnáván s nedávnými proevropskými stranami, jako je NEOS v Rakousku.